# Шидэбала
Шидэбала (монг. Шидэбал, кит. трад. 碩德八剌, упр. 硕德八剌, пиньинь Shuòdébālà, палл. Шодэбала; 23 февраля 1303 — 4 сентября 1323) — пятый император династии Юань (китайское храмовое имя — Ин-цзун; кит. 元英宗, пиньинь yuányīngzōng); девиз правления — Чжичжи (кит. 至治, пиньинь zhì zhì, 1321—1323), девятый каган Монгольской империи (монгольское храмовое имя — Гэгэн-хаган; монг. Гэгээн хаан).

## Приход к власти
Шидэбала был старшим сыном хана Буянту и Раднашири.
Его бабушка Даги назначила его наследным принцем в 1316 году, а позже и ханом. В 1317 году он был главой двух секретариатов и Бюро военных дел. В это время его отец Буянту даже ходил с идеей отказа от престола в пользу Судхибалы. После смерти Буянту в марте 1320 года Тэмудэр, соперник Шидэбалы, достиг большой силы с  поддержкой Даги. Однако после прихода к власти внука она восстановила Тэмудэра как министра одного из секретариатов.

## Марионеточный режим
Шидэбала сменил своего отца 19 апреля 1320 года. С самого начала своего царствования Шидэбала показал устойчивую политическую независимость решений, что продолжал делать на протяжении всего правления. Противостоя влиянию императрицы и Тэмудэра, он назначил себе советников из знатных семей, получивших хорошее конфуцианское образование. Крупный военачальник Байджу оказывал большое влияние на императора и Тэмудэра.
Шидэбала, молодой император, однако, не сидел сложа руки. Он был подготовлен к такой роли, получив китайское и конфуцианское образование. Он старался всё больше прививать конфуцианство и буддизм, всячески способствовал развитию культуры и почитал каллиграфию.
Также немало внимания было посвящено буддизму. В 1321 году Шидэбала построил буддийский храм в горах на западе Ханбалыка. С другой стороны, во время его правления от особенно жестокой дискриминации страдал ислам. Император разрушил мечеть, построенную мусульманами в Шанду.
Вскоре умерли императрица Даги и Тэмудэр (в 1322—23).

## Самоутверждение
В 1322 году смерти Даги и Тэмудэра позволили ему захватить полную власть. Он установил полностью новое руководство своей администрации. В качестве единственного советника Байджу стал мощным союзником Шидэбалы. Они ликвидировали множество управлений, некогда подчиненных императрице. Распространялось все большее влияние неоконфуцианства, налагая большие ограничения на монгольских женщин, которым всё же было разрешено передвигаться более свободно в общественных местах.
После этого Шидэбала начал спокойно реформировать власть, основанную на конфуцианских принципах, продолжая политику отца по активному содействию китайской культуре. Он и Байджу приняли на службу в правительство огромное количество китайских ученых-чиновников, многие из которых уже вышли в отставку, когда Тэмудэр стоял у власти. Этот список возглавил Чжан Гуй, ставший управляющим по делам государства и главным партнером Байджу в проведении реформ. Так же трое ученых были назначены в качестве советников в Секретариат, и семеро были назначены в академию Ханьлинь.
Для облегчения трудового бремени мелких землевладельцев администрация Шидэбалы предусмотрела, чтобы помещики откладывали определенную часть территорий, находящихся в их собственности, из которых доходы могли бы быть собраны для покрытия расходов на барщину.

## Смерть
Несмотря на стабильное правление Шидэбалы, оно пришло к трагическому концу 4 сентября 1323 года в связи с событиями, известными сегодня, как «Государственный переворот в Нанпо». Переворот был запланирован среди сторонников Тэмудэра и тех, кто боялся мести или преследований. Его возглавил приемный сын Тэмудэра, Тэгши. Кроме того в заговоре были задействованы высокопоставленные чиновники.
Когда Шидэбала остался в Нанпо на своем пути от летнего дворца в Шанду, на него было совершено покушение.
Правление Шидэбалы было коротким, продлившись всего лишь год после смерти Даги. Но он прославлен в китайских произведениях тем, что со своим отцом они содействовали установлению династии Юань как традиционной китайской династии и всяческим содействием китайской культуре.